# عزيز زاكاري
عزيز زاكاري (بالإنجليزية: Aziz Zakari) مواليد 2 سبتمبر 1976 في أكرا، هو عداء غاني متخصص في 100 متر و200 متر. أفضل رقم شخصي له هو 6.63 ث. مثل بلاده في الأولمبياد. فاز بالميدالية الذهبية في بطولة أفريقيا لألعاب القوى.

## الميداليات
| الميدالية | المسابقة                        |
| --------- | ------------------------------- |
| ذهبية     | بطولة أفريقيا لألعاب القوى 2000 |
| فضية      | بطولة أفريقيا لألعاب القوى 2010 |

## روابط خارجية
- عزيز زاكاري على موقع الاتحاد الدولي لألعاب القوى (الإنجليزية)
- عزيز زاكاري على موقع أوليمبيديا (الإنجليزية)
- عزيز زاكاري على موقع اتحاد ألعاب الكومنولث (مؤرشف) (الإنجليزية)